# Lasiosphaeriopsis stereocaulicola
Lasiosphaeriopsis stereocaulicola är en lavart som först beskrevs av William Lauder Lindsay, och fick sitt nu gällande namn av Ove Erik Eriksson och Rolf Santesson. Lasiosphaeriopsis stereocaulicola ingår i släktet Lasiosphaeriopsis, och familjen Nitschkiaceae. Arten är reproducerande i Sverige.